# Rhagoletis juniperina
Rhagoletis juniperina
 es una especie de insecto del género Rhagoletis de la familia Tephritidae del orden Diptera. 
Marcovitch la describió científicamente por primera vez en el año 1915.